# Perth Castle
Perth Castle ist eine abgegangene Hügelburg (Motte) in Perth in der ehemaligen schottischen Grafschaft Perthshire, die heute Teil der Council Area Perth and Kinross ist. Die Burg stammte aus dem 9. Jahrhundert. Im selben Jahrhundert griffen die Dänen die Festung an.
Im 12. Jahrhundert wurde eine Motte an dieser Stelle erbaut. Sie war einst eine königliche Residenz.
König Malcolm IV. wurde 1160 dort von Ferchard, 2. Earl of Strathearn, und fünf weiteren Earls belagert. 1290 beschädigte ein Hochwasser die Motte, sodass die Burg neu gebaut werden musste. Bereits 1296 musste die neue Burg an die Engländer übergeben werden. Bald kam sie aber wieder unter schottische Kontrolle, nur um 1298 erneut von den Truppen König Eduards I. von England zurückerobert zu werden. So wechselte sie mehrmals den Besitzer; die Engländer erstürmten sie 1300 und 1303. 1306 und 1309 wurde Perth Castle wiederum von schottischen Truppen belagert, widerstand aber den Belagerungen. 1309 allerdings konnten sie die Schotten zurückerobern, woraufhin sie die Engländer 1311 erneut eroberten. Am 8. Januar 1313 nahmen die Truppen von König Robert the Bruce Perth Castle erneut ein.
Bis 1860 gab es noch Ruinen von Perth Castle. Heute ist keine Spur mehr von der Burg erhalten.